# 武汉市第二十中学
武汉市第二十中学，简称武汉二十中或20中，位于湖北省武汉市江岸区合作路，创建于1909年。原名为圣罗以女子中学，当时是一所基督教教会中学，1949年后更名为武汉市第五女子中学。1958年改为男女兼收。现为单设高级中学，是武汉市最小的高级中学。

## 校史
1938年3月10日，宋美龄与李德全等在圣罗以女子中学发起成立中国战时儿童保育会。